# Thracia septentrionalis
Thracia septentrionalis är en musselart som beskrevs av John Gwyn Jeffreys 1872. Thracia septentrionalis ingår i släktet Thracia och familjen Thraciidae. Inga underarter finns listade i Catalogue of Life.